# Eilema aurantisquamata
Eilema aurantisquamata är en fjärilsart som beskrevs av George Francis Hampson 1918. Eilema aurantisquamata ingår i släktet Eilema och familjen björnspinnare. Inga underarter finns listade i Catalogue of Life.